# Nidularium scheremetiewii
Nidularium scheremetiewii är en gräsväxtart som beskrevs av Eduard August von Regel. Nidularium scheremetiewii ingår i släktet Nidularium och familjen Bromeliaceae. Inga underarter finns listade i Catalogue of Life.